# Hvagok állomás
Hvagok (Hwagok) állomás a szöuli metró 5-ös vonalának állomása, mely Kangszo-ku (Gangseo-gu) kerületben található.

## Viszonylatok
| 5-ös vonal                                    | 5-ös vonal | 5-ös vonal                                                                     |
| --------------------------------------------- | ---------- | ------------------------------------------------------------------------------ |
| Udzsangszan (Ujangsan) Panghva (Banghwa) felé | fő vonal   | Kkacshiszan (Kkachisan) Szangil-tong (Sangil-dong) vagy Macshon (Macheon) felé |